# ایهور کولچیتسکی
ایهور کولچیتسکی (اوکراینی: Ігор Євстахійович Кульчицький؛ زادهٔ ۱۳ اوت ۱۹۴۱) بازیکن فوتبال اهل اتحاد جماهیر شوروی سوسیالیستی است.
از باشگاه‌هایی که در آن بازی کرده‌است می‌توان به باشگاه فوتبال کارپاتی لویو اشاره کرد.
وی همچنین در تیم ملی فوتبال شوروی بازی کرده‌است.